# 박연차 정관계 로비 사건
박연차 정관계 로비 사건은 박연차 태광실업 회장이 사업 운영 상 특혜를 목적으로 노무현 대통령 일가와 여야 국회의원 등 정치권 유력 인사들에게 뇌물성 금품을 제공한 사건이다.

## 사건 내용

### 발단 및 수사
이명박 정권 출범 직후인 2008년 7월, 농협의 세종증권 인수와 관련하여 홍기욱 세종캐피탈 사장의 정치권 로비 혐의를 수사하던 검찰이 박연차 회장의 세종증권 주식 차명 거래, 농협 자회사 휴켐스 헐값 인수 로비, 탈세 등의 혐의를 발견하며 수사가 시작되었다. 국세청 세무조사로 태광실업의 탈세 사실이 밝혀지고, 9월에 대검찰청 중앙수사부가 본격적인 내사에 들어갔다. 11월 25일, 국세청이 박연차 회장을 탈세 혐의로 검찰에 고발했고, 검찰은 휴켐스 인수를 위해 정대근 전 농협 회장에게 20억 원의 뇌물을 건네고 290억 원 대의 세금을 포탈한 혐의로 박 회장을 12월 12일 구속했다.
검찰 조사 중 박연차 회장은 비자금을 조성하여 정치권 인사들에게 뇌물을 주었다고 진술했다. 이광재 국회의원, 김원기 전 국회의장, 정상문 청와대 총무비서관 등 노무현 정권 측 인사와 천신일 세중나모여행 회장, 박진 국회의원, 이상철 전 서울시 정무부시장 등 이명박 정권 측 인사들이 연루되면서, 대규모 정관계 로비 사건으로 확대되었다.
2009년 3월 17일, 이정욱 전 한국해양수산개발원장과 송은복 전 김해시장의 체포를 시작으로, 박연차 회장이 뇌물을 주었다고 진술한 정관계 인사들이 줄줄이 검찰 수사를 받기 시작했다. 26일 이광재 의원이 현역 의원 신분임에도 구속되었고, 박진과 서갑원 의원도 소환 조사를 받았다. 4월 3일, 이정욱과 송은복이 이 사건과 관련하여 최초로 기소되어 법정에 넘겨졌다.

### 노무현 대통령 일가 연루
2009년 4월 초, 박연차 회장이 노무현 대통령이 100만 달러를 요구하여 2007년 6월에 정상문 비서관을 통해 전달했다고 진술한 사실이 언론에 공개되었다. 이 진술과 박 회장의 청와대 출입 기록을 근거로 검찰은 노 전 대통령의 뇌물 수수 혐의에 대한 수사에 착수했고, 이에 대해 노 전 대통령 측은 “노 대통령이 직접 요청했다는 건 터무니없"으며 “권(양숙) 여사가 개인적인 빚을 갚기 위해 정 전 비서관을 통해 박 회장에게 돈을 빌렸다”라고 해명했다. 또, 검찰은 노 대통령 퇴임 2일 전인 2008년 2월 22일 박연차 회장이 노 전 대통령의 조카사위 연철호(형 노건평의 사위)의 홍콩 계좌로 500만 달러를 송금한 것 역시 포괄적 뇌물 수수라고 판단했다. 이에 대해 노 전 대통령 측은 정상적인 투자이고 노 대통령과는 무관하다고 반박했다.
이러한 혐의로 연철호가 2009년 4월 10일 체포되어 조사 받았고, 연철호의 투자사에 지분 일부를 갖고 있던 노 대통령의 아들 노건호도 4월 12일 소환 조사를 받았다. 부인 권양숙 여사도 4월 11일 부산지검으로 비공개 소환되어 11시간 동안 조사를 받았다. 이때 권 여사는 100만 달러 중 70~80만 달러를 자녀 유학비로 지출했고 나머지는 대통령 당선 전 지인들에게 진 빚을 갚으나, 노 전 대통령은 알지 못했다고 진술했다. 4월 19일 정상문 전 청와대 비서관이 뇌물죄 공범으로 체포되었다.
2009년 4월 22일, 노무현 전 대통령은 혐의에 대한 검찰의 서면질의서를 받고 25일 답변서를 제출했다. 4월 26일, 검찰의 소환 통보를 받고, 30일 오후 1시 20분 서초동 대검찰청에 출두하여, 오후 11시 20분까지 조사를 받고, 5월 1일 새벽 봉하마을로 귀가했다. 검찰 조사에서 노 전 대통령은 “재임 중 아내가 돈을 받은 사실을 알지 못했다”고 진술했고 다른 혐의들에 대해서도 적극 부인했다. 밤 11시에 박연차 회장과의 대질 신문을 시도했지만 “전직 대통령에 대한 예우가 아니고 조사 시간이 늦다”는 노 전 대통령 측의 거부로 이뤄지지 못했다.
2009년 5월 23일, 노무현 전 대통령이 스스로 목숨을 끊었고, 해당 사건은 ‘공소권 없음’으로 내사종결 처리되었다.

### 기소 및 판결
2009년 6월 12일, 대검찰청 중앙수사부는 이 사건과 관련하여 박연차 태광실업 회장, 정상문·박정규·추부길 전 청와대 비서관, 박관용·김원기 전 국회의장, 이광재·박진·서갑원·김정권 의원, 이상철 전 서울시 정무부시장, 천신일 세중나모여행 회장, 정대근 전 농협중앙회 회장 등 21명을 특가법 상 뇌물, 정치자금법 위반, 배임수죄 혐의 등으로 기소했다.
2011년 1월 27일, 기소된 21명 중 박연차·천신일을 제외한 19명에 대한 대법원 확정판결이 내려지면서 사건이 일단락되었다. 19명 중 17명이 유죄 판결을 받았다. 재판 중이던 2010년 6월 2일 강원도지사에 당선된 이광재는 징역 6개월(집행유예 1년 추징금 1억 1,400만 원)의 형을 받고 7개월 여만에 도지사직을 박탈 당했다. 민주당 서갑원 의원은 벌금 1,200만 원 추징금 5,000만 원으로 의원직을 잃었고, 박진 의원은 벌금 80만 원으로 의원직을 유지했다. 정상문 전 비서관은 징역 6년, 추부길 전 비서관은 징역 1년 6개월, 정대근 전 농협 회장은 징역 5년이 확정되었다. 이명박 대통령의 측근인 이상철 전 서울시 부시장과 한나라당 김정원 의원 등 2명만 무죄 판결을 받았다.
박연차 회장은 1심에서 징역 3년 6월에 벌금 300억 원, 2심에서 2년 6월에 벌금 300억 원을 받았지만, 대법원에서 두 차례 파기환송 당하여 2011년 12월 22일, 서울고법에서 뇌물 공여와 조세포탈죄 징역 2년 6월, 벌금 291억 원을 확정 받았다.
재판 결과에 대해 검찰은 “역사적인 사건인데 잘 마무리된 것으로 본다”고 평했다.

## 사건 일지
- 2005년 4월 - 홍기옥 세종캐피탈 사장, 정화삼 전 레피로스 골프장 사장 형제에게 세종증권 인수 "잘 봐달라" 청탁
- 2005년 6월 ~ 8월 - 박연차 태광실업 회장, 세종증권 주식 197만 주 매입(부인명의 87만, 지인 정모씨 박모씨 명의 110만-매입자금 110억 원 상당)
- 2005년 8월 ~ 11월 - 홍기옥, 남경우 전 농협사료 대표이사 통해 당시 농협 회장 정대근에게 뇌물주는 방안 협의
- 2005년 12월 6일 - 농협과 세종캐피탈, 세종증권을 농협에 매각하는 기본합의서 체결
- 2005년 12월 16일 - 홍기옥, 정대근 당시 농협 회장에게 10억 원 전달
- 2005년 12월 27일 - 박연차, 세종증권 주식 대규모 매도(100만 주 이상 추정)
- 2005년 12월 28일 - 농협, 세종증권 양해각서(MOU) 체결, 세종캐피탈의 세종증권 지분매각공시, 인수확정으로 세종 주식 주가하락
- 2006년 1월 16일 - 농림부, 농협의 세종증권 인수 승인
- 2006년 1월 - 박연차, 정대근에게 20억 원 차명계좌로 전달
- 2006년 1월 28일 - 농협, 세종증권 인수 계약 체결
- 2006년 2월 17일 - 세종캐피탈, 정대근에게 40억 원 전달
- 2006년 2월 27일 - 홍기옥, 정화삼 형제에게 성공보수 29억 6300만 원 자신 명의 통장 전달(이후 6000~7000만 원 현금으로 따로 더 전달)
  - 비슷한 시기 - 홍기옥, 정대근에게 성공보수 40억 원 추가 전달
- 2006년 5월 29일 - 정화삼 사위 이모 전 청와대 행정관(33), 경남 김해시 내동에 있는 10층짜리 C모 빌딩의 지상 1층(269.68m2) 매입
- 2006년 6월 - 박연차, 휴캠스 인수(약정 인수금액보다 322억여 원 저렴)
- 2006년 6월 21일 - 이 전 행정관, 김해 상가 소유권 이전 등기
- 2006년 7월 7일 - 홍기옥, 김해상가 5억 원 근저당 설정

## 검찰 조사 일지
- 2008년 3월 3일 - 홍기옥, 김해상가 근저당 말소
- 2008년 7월 - 국세청, 태광실업 세무조사 시작. 박연차, 정대근에게 2차로 준 20억 원 다시 되돌려 받음
- 2008년 11월 - 중순 대검 중수부 (박용석 검사장·최재경 수사기획관), 정화삼의 사위인 이모 전 청와대 행정관 소환조사
- 2008년 11월 19일 - 대검 중수부(박용석 검사장·최재경 수사기획관), 세종캐피탈 등 대부업체 5~6곳 압수수색. 검찰, 김형진 세종캐피탈 회장 체포, 밤샘 조사.
- 2008년 11월 21일 - 검찰, 홍기옥을 뇌물공여 등 혐의 구속영장 청구
  - 검찰, 정화삼 형제 체포 조사, 김형진 세종캐피탈 회장 증권거래법 위반 혐의 조사 후 오전 중 석방
- 2008년 11월 22일 - 대검 중수부 (박용석 검사장·최재경 수사기획관) 홍기옥 구속
- 2008년 11월 23일 - 검찰, 정화삼 형제 알선수재 혐의 구속영장 청구
- 2008년 11월 24일 - 검찰, 정화삼 형제 구속.
  - 검찰, 노건평 출국금지 조치.
  - 노건평, 낚시 간다며 잠적.
  - 검찰, 정대근 소환 조사.
  - 노건평, 언론과 통화에서 "대가 없는 홍기옥의 부탁받고 정대근에게 '한 번 만나보라' 전화해준 적 있다" 발언.
  - 검찰, 박연차의 휴캠스 헐값매수 의혹 관련 전 휴켐스 대표 박모씨 소환조사.
- 2008년 11월 25일 - 국세청, 박연차 탈세 고발
- 2008년 11월 26일 - 박연차 측, “세종증권 매각 시세차익 178억원 중 50억원으로 휴켐스 인수” 발언. 검찰, "노건평 몫 상가 샀다" 관련자 진술 확보
- 2008년 11월 27일 - 검찰, 농협의 농림부 고위층 로비 정황 포착 (당시 농림부 장관 故박홍수)
- 2008년 11월 28일 - 대검 중수부 (박용석 검사장) 박연차 및 태광실업 임직원 자택, 태광실업·정산개발·휴켐스 등 압수수색
- 2008년 12월 1일 - 노건평 검찰 소환·조사. 정화삼씨 사위 이모 전 행정관(33) 체포영장 발부 받아 추적.
- 2008년 12월 2일 - 검찰, 노건평을 특경가법상 알선수재 혐의 영장 청구
- 2008년 12월 4일 - 서울중앙지법, 노건평에 대한 영장발부·구속.
- 2008년 12월 8일 - 검찰, 박연차가 휴켐스 인수 앞두고 정대근 회장에게 건넨 20억 원은 세종증권 주식 매각 시세차익 일부라고 밝힘. 검찰, "박연차 리스트 없다"
- 2008년 12월 9일 - 검찰, 박연차의 남해화학 인수로비 시도(박연차가 정대근에게 20억 원 제공) 포착.
  - 검찰, 노건평 실소유 정원토건 압수수색.
  - 검찰, 박연차 최측근 정승영 정산CC(태광실업 계열사) 대표 소환조사.
  - 검찰, 정 대표의 비자금 40억 원 정황 포착.
- 2008년 12월 10일 - 검찰, 박연차 소환 조사.
  - 검찰, 농림부의 의사결정 라인에 있었던 정모 전 국장 소환 조사.
- 2008년 12월 12일 - 박연차에 대한 영장실질심사.
  - 서울중앙지법, 박연차 영장 발부.
  - 검찰, 박연차 구속.
- 2008년 12월 22일 - 대검찰청 중앙수사부(박용석 검사장), '세종증권 비리의혹' 중간 수사결과 발표.
  - 검찰, 노건평 구속기소(특경가법상 알선수재)
  - 검찰, 박연차 구속기소(특가법상 조세포탈 및 뇌물공여)
- 2008년 12월 29일 - 대검, 노무현 전 대통령 15억원 차용증 확보.
- 2009년 1월 13일 - 이인규 대검 중앙수사부장 임명
- 2009년 1월 22일 - 대검 홍만표 수사기획관, 우병우 중앙수사1과장 임명
- 2009년 3월 14일 - 대검, 박연차 정관계 로비의혹 본격 수사.
- 2009년 3월 19일 - 대검, 이정욱 전 한국해양수산개발원장 구속(노건평이 '박연차 돈' 5억원 전달)
- 2009년 3월 20일 - 대검, 송은복 전 김해시장 구속
- 2009년 3월 21일 - 대검, 추부길 전 청와대 비서관 체포·민주당 이광재 의원 소환조사
- 2009년 3월 22일 - 대검, 추부길 전 비서관 구속영장 청구·이광재 의원 2차 소환 조사
- 2009년 3월 23일 - 대검, 박정규 전 청와대 민정수석·장인태 전 행자부 2차관 체포.
  - 추부길 전 비서관 구속 (알선수재)
- 2009년 3월 25일 - 장인태 전 차관(정치자금법 위반)·박정규 전 청와대 민정수석(뇌물) 구속
- 2009년 3월 26일 - 이광재 의원 구속(정치자금법 위반)
- 2009년 3월 27일 - 박진 한나라당 의원 소환
- 2009년 3월 28일 - 서갑원 민주당 의원 소환
- 2009년 3월 31일 - 장인태 전 차관 기소
- 2009년 4월 2일 - 박정규 전 민정수석 기소
- 2009년 4월 3일 - 이정욱·송은복 전 김해시장 기소
- 2009년 4월 6일 - 박관용 전 국회의장 소환, 김덕배 전 열린우리당 의원 체포, 박연차 홍콩 APC 비자금 계좌자료 확보.
- 2009년 4월 7일 - 정상문 전 청와대 총무비서관 체포, 김원기 전 국회의장 소환.
  - 노무현, 홈페이지에 사과문을 게재
- 2009년 4월 9일 - 검찰, 정상문 전 청와대 비서관 영장 청구, 박연차-노무현 돈거래 10억 확인
- 2009년 4월 10일 - 노무현의 조카사위 연철호 체포, 추부길 전 청와대 비서관 구속기소(알선수재)
- 2009년 4월 11일 - 권양숙 여사 참고인 신분 소환(부산지검)
- 2009년 4월 12일 - 노무현의 장남 노건호, 참고인 신분 소환
- 2009년 4월 13일 - 노무현의 대통령 재임 시절 미국 방문 행적 추적 위해 시애틀 총영사 조사
- 2009년 4월 15일 - 강금원 창신섬유 회장 조사
- 2009년 4월 20일 - 정상문 전 비서관 대통령 특수활동비 횡령 확인, 영장 재청구
- 2009년 4월 21일 - 정상문 전 비서관 구속
- 2009년 4월 22일 - 노무현 측에 서면질의서 발송
- 2009년 4월 25일 - 검찰, 노무현측 답변서 수령
- 2009년 4월 30일 - 노무현, 검찰 출두
- 2009년 5월 6일 - 박연차 세무조사 무마 로비 의혹 관련 국세청 압수수색
- 2009년 5월 7일 - '박연차 구명로비' 혐의 천신일 세중나모여행 회장 자택·회사·계열사 등 압수수색
- 2009년 5월 11일 - 노무현의 딸인 노정연 부부 참고인 신분 소환
- 2009년 5월 12일 - 노정연이 박연차의 돈 40만 달러 수수 확인
- 2009년 5월 15일 - 민유태 검사장 소환
- 2009년 5월 17일 - 이종찬 전 청와대 민정수석 소환
- 2009년 5월 18일 - 부산고검 A부장검사 소환
- 2009년 5월 19일 - 천신일 회장 소환
- 2009년 5월 21일 - 이택순 전 경찰청장 소환
- 2009년 5월 22일 - 최철국 민주당 의원 소환
- 2009년 5월 23일 - 노무현 전 대통령 자살
- 2009년 6월 1일 - 김정권 한나라당 의원 소환
- 2009년 6월 2일 - 이상철 서울시 정무부시장 소환
- 2009년 6월 5일 - 임채진 전 검찰총장 사퇴, 문성우 대검 차장이 대행체제에 들어감.
- 2009년 6월 6일 - 라응찬 신한금융지주 회장 소환
- 2009년 6월 7일 - 부산고법 A 부장판사 소환
- 2009년 6월 9일 - 김태호 경남도지사 소환, 천신일 회장 2차 소환.
- 2009년 6월 12일 - 대검 중수부(검사장 이인규), 수사결과 발표.
  - 천신일 불구속 기소, 한나라당 박진·김정권 의원, 민주당 서갑원·최철국 의원, 박관용·김원기 전 국회의장, 김종로 부산고검 검사, 이택순 전 경찰청장 등 20여 명 기소. 김태호 경남도지사, 이종찬 전 청와대 민정수석, 민유태 전주지검장, 박아무개 부산고법 부장판사, 라응찬 신한금융지주 회장 등 무혐의.

## 수사·재판 결과
- 2009년 9월 4일 - 서울 고법 형사4부 (재판장 김창석 부장판사)[15]
  - 추부길 - 징역 1년 6월, 추징금 2억원 (세무조사 무마청탁 금품수수)

- 2009년 9월 11일 - 서울중앙지법 형사합의 22부 (재판장 이규진 부장판사)[16]
  - 박관용 - 징역 1년 집유 2년, 추징금 2억 951만 9천원 (불법 정치자금 수수)
  - 김원기 - 징역 6월 집유 1년, 추징금 1억 2345만원 (불법 정치자금 수수, 항소 포기로 확정)

- 2009년 9월 25일 - 서울중앙지법 형사합의 22부
  - 김정권 - 무죄 (불법 정치자금 수수)

- 2009년 12월 10일 - 대전지법 형사합의 11부(위현석 부장판사)[17]
  - 강금원 - 징역 2년6월 집유 3년 (개인회사 자금 횡령)
  - 시그너스CC - 벌금 1500만원 (조세포탈)
  - (주)창신섬유 - 벌금 3000만원 (조세포탈)

- 2009년 12월 18일 - 서울고법 형사1부(조병현 부장판사)
  - 정상문 - 징역 6년 및 추징금 16억4400만원 (뇌물수수)[18]

- 2009년 12월 24일 - 서울 중앙지법 형사합의 23부 (재판장 홍승면)[19]
  - 박진 - 벌금 300만원 (의원직 상실), 추징금 2313만원(불법 정치자금 수수)

- 2010년 1월 8일 - 서울 고법 형사4부 (재판장 김창석 부장판사)[20]
  - 김종로 - 징역 10월, 집유 2년, 추징금 1245만원 (사건청탁 관련 알선수재)
  - 김형진 - 무죄 (세종증권 인수 관련 뇌물수수)
  - 남경우 - 무죄 (세종증권 인수 관련 뇌물수수)
  - 박관용 - 벌금 150만원, 추징금 951만여원 (불법 정치자금 수수)
  - 박연차 - 징역 2년6월, 벌금 300억원 (정·관계 로비, 탈세)
  - 박정규 - 징역 3년6월, 추징금 9400만원 (인사청탁 대가 뇌물수수)
  - 오세환 - 징역 1년 집유 2년
  - 이상철 - 징역 8월 집유 2년, 추징금 2469만원 (기사청탁 대가 금품수수)
  - 이택순 - 징역 1년 집유 2년, 추징금 2433만원 (사건청탁 관련 뇌물수수)
  - 정대근 - 징역 5년, 추징금 51억여원 (세종증권 인수 관련 뇌물수수)
  - 정승영 - 징역 1년 집유 2년 (휴켐스 매각관련 입찰방해)

- 2010년 1월 14일 - 대법원 제3부 (주심 신영철 대법관)[21]
  - 노건평 - 징역 2년6월, 추징금 3억원 (세종증권 인수 관련 뇌물수수), 이후 2010년 광복절 특별사면[22]
  - 정화삼 - 징역 3년 집유 4년, 추징금 5억 6560만원 (세종증권 인수 관련 뇌물수수)
  - 정광용 - 징역 3년, 추징금 11억 9040만원 (세종증권 인수 관련 뇌물수수)

- 2010년 1월 21일 - 서울고법 형사10부(재판장 이강원)[23]
  - 김정권 - 무죄 (불법 정치자금 수수)

- 2011년 1월 27일 - 대법원 1부 (주심 민일영 대법관)
  - 박진 - 벌금 80만원 (불법 정치자금 수수)
  - 서갑원 - 벌금 1200만원 (의원직 상실), 추징금 5000만원 (불법 정치자금 수수)

- 2011년 1월 27일 - 대법원 2부 (주심 김지형 대법관)
  - 이상철 - 무죄

- 2011년 1월 27일 - 대법원3부 (주심 박시환 대법관)
  - 이광재 - 징역 6개월, 집유 1년 (도지사직 상실), 추징금 1억1417만원 (불법 정치자금 수수)[24]

- 2013년 1월 23일 - 서울지법 형사18부 (재판장 이동식)[25]
  - 노정연 - 징역 4개월 집유 1년 (외화 밀반출)

- 2013년 2월 15일 - 창원지법 형사4부 (재판장 권순호)[26]
  - 노건평 - 징역 2년 집유 3년 (업무상 횡령)

## 논란
- 사건의 시작점이 된 태광실업에 대한 국세청의 세무 조사가 이명박 정권의 계획 하에 노무현 전 대통령을 겨냥한 표적 조사였고, 당시 한상률 국세청장이 조사 결과를 이명박 대통령에게 직접 보고했다는 주장이 있다.[2]
- 검찰이 수사 과정에서 소환 조사 후 신병 처리를 한 달 가까이 미루고, 주변인들에 대한 무차별적인 수사, 언론을 이용한 여론몰이 등을 하며 전직 대통령 모욕 주기식 수사를 했다는 비판이 있다.
- 이명박 정권의 검찰이 전 정권에 대한 보복 수사를 했고, 여야 정치인이 모두 연루되었음에도 노무현 정권 측 인사들에게만 가혹한 판결을 내려졌다는 비판이 있다.[2][27][28][29]
- 유죄 판결의 근거였던 박연차의 진술에 대한 신빙성이 의심되고, 재판부에 따라 진술에 대한 판단이 달랐다는 비판이 있다.[28]

## 같이 보기
| - 박연차 - 강금원 - 노무현 - 노건평 - 천신일 - 한상률 - 이광재 - 박진 - 이인규 - 우병우 - 이상득 - 추부길 | - 한나라당 - 민주당 - 휴켐스 - 남해화학 |